# Судакова, Марина Владимировна
Марина Владимировна Судакова (до замужества Ярцева; род. 17 февраля 1989 года, Волгоград, СССР) — российская гандболистка, правый крайний сборной России и команды «Лада». Олимпийская чемпионка 2016 года, чемпионка мира 2009 года, двукратный призёр чемпионатов Европы. Заслуженный мастер спорта России (2009).

## Карьера
Марина Ярцева — воспитанница волгоградской и ростовской гандбольной школы. С 4 лет занималась в кружке народной песни Л. В. Кондратьевой в Центре детского творчества. В 2001 году в школу пришёл тренер Городищенской детско-юношеской спортшколы и пригласил её и ещё несколько девочек в свою гандбольную секцию, где первым тренером стал Вяхирев Виктор Леонтьевич. От рождения девушка правша, но наставник переучил её в левшу, сделав более ценным игроком.
В 2003 году переехала в Ростов-на-Дону, став игроком дублирующего состава «Ростов-Дон» и уже через год становится правым крайним в основной команде города. В составе «Ростов-Дона» неоднократно становилась чемпионкой страны, многократным обладателем Кубка и Суперкубка России, финалистом Кубка ЕГФ (2015) и финалист Лиги чемпионов (2018).
Помимо классического гандбола недолгое время спортсменка играла и в пляжный гандбол. Приняла участие и завоевала золото в российском чемпионате среди юниорок по этому виду спорта, представляя «Ростов-Дон» в 2005 году.
Всю свою карьеру посвятила именно ростовской команде, покинув её всего раз на один сезон (2016/2017) для выступления за краснодарскую «Кубань», в составе которой стала бронзовым призёром чемпионата России. В 2017 году вновь подписала контракт с ростовским клубом.
В 2006—2007 годах выступала в составе молодёжной сборной России, став серебряным призёром чемпионата Европы 2006 года. А уже с 2008 года играет за национальную сборную с которой стала бронзовым призёром чемпионата Европы по гандболу в 2008, чемпионкой мира в 2009 и олимпийской чемпионкой 2016 года.
Всю профессиональную карьеру играет под номером 15.
Окончила в 2009 году Ростовское областное училище олимпийского резерва, получив специальность «педагог по физической культуре».
Выпускница Ростовского института Российского государственного торгово-экономического университета факультета «Экономика и управление на предприятии туризма и гостиничного хозяйства», по специальности «менеджер-экономист» в 2012 г.

## Личная жизнь
Родилась в семье спортсменов-любителей третьим ребёнком. Мать — Ираида Вениаминовна — в молодости занималась волейболом и ходьбой, отец — Владимир Сергеевич — штангист. Есть две старшие сестры — Олеся (1983 г. р.) и Екатерина (1985 г. р.).
В 2015 году вышла замуж за Виктора Судакова и 12 августа этого же года родила сына Даниила. 24 марта 2016 года после декрета вышла на площадку в официальном матче.

## Достижения
- Олимпийская чемпионка 2016 года
- Чемпионка мира (2009).
- Бронзовый призёр чемпионата Европы (2008).
- Серебряный призёр молодёжного чемпионата Европы (2006).
- Чемпионка России (2014/2015|2014/15, 2017/2018, 2018/2019, 2019/2020, 2020/21)
- Серебряный призёр Чемпионата России (2010/11, 2011/12, 2012/13, 2015/2016)
- Бронзовый призёр чемпионата России (2009/10, 2013/14, 2016/2017)
- 8-кратная обладательница Кубка России (2007, 2008, 2012, 2013, 2015, 2016, 2018, 2019).
- Обладатель Суперкубка России (2015, 2017, 2018, 2019)
- Финалист Кубка ЕГФ (2015)
- Победитель Vardar Trophy (2017)
- Финалист Лиги Чемпионов (2018)
- Серебряный призёр Лиги Чемпионов (2019)
- Серебряный призёр чемпионата Европы (2018).
- Чемпионка Румынии (2023)

## Награды
- Орден Дружбы (25 августа 2016 года) — за высокие спортивные достижения на Играх XXXI Олимпиады 2016 года в городе Рио-де-Жанейро (Бразилия), проявленные волю к победе и целеустремлённость[5].